# 제8 전투 비행대
제8 전투 비행대는 1976년부터 1978년까지 미국의 지상파 방송국 에서 방영된 SF, 액션 드라마이다.

## 한국 방영
- 대한민국에서는 TBC 동양방송에서 1976년 12월 부터 1977년 7월 1년까지 잠시 방영하였다.
- 그리고 마지막 MBC 문화방송 1977년 9월부터 1978년 12월 까지 1년만에 첫 방영 바뀌고 이동 하였고 맡기게 되었다.